# Église Saint-Joseph-des-Quatre-Routes
L’église Saint-Joseph des Quatre-Routes est une église paroissiale de la commune d'Asnières-sur-Seine située 182 rue du Ménil.

## Histoire
Suivant la loi du préfet Eugène Poubelle en 1884, obligeant les propriétaires d'immeubles à mettre à disposition de leurs locataires des récipients communs, les chiffonniers sont poussés hors de Paris. Bon nombre d’entre eux s’installent à Asnières, dans des cabanes de fortune.
La chapelle Saint-Joseph est construite en 1910 sur les plans d'Alfred Nasousky à proximité du carrefour des Quatre-Routes de Colombes. Elle est élevée au rang d'église paroissiale le 7 mai 1922.
Elle est par la suite agrandie en 1934 par Charles Venner pour l'Œuvre des Chantiers du Cardinal,,.
Le 23 mai 1940, au début de l'offensive allemande en France, l'abbé Jean Glatz, vicaire de la paroisse depuis 1934, est tué  en allant administrer les derniers sacrements à un blessé sur le champ de bataille. Inhumé au seuil de l'église, un monument lui rend hommage. Il a laissé son nom à une rue de Bois-Colombes, ville mitoyenne.

## Mobilier

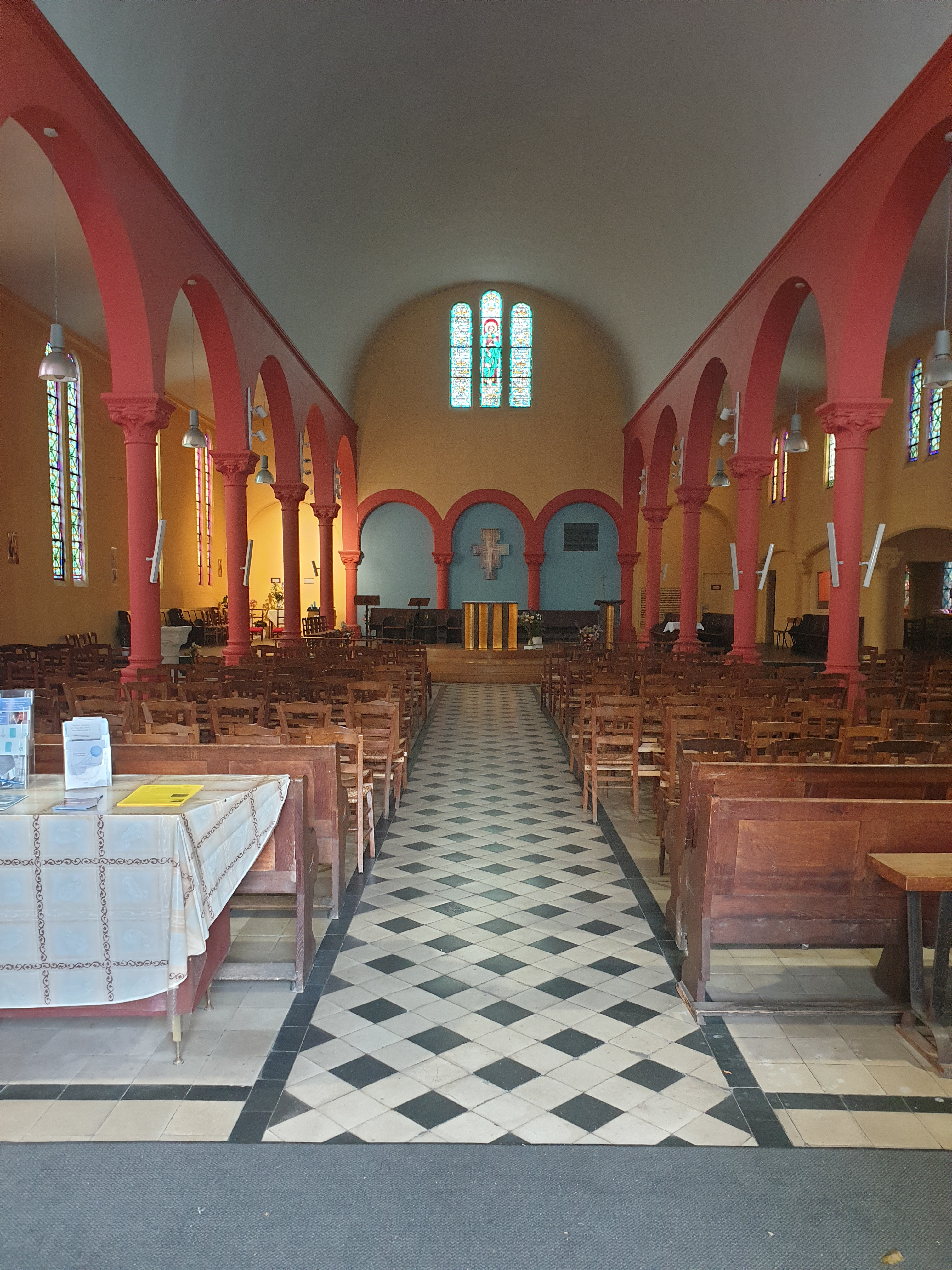
La nef en 2023.

La verrière axiale (baie 0) est ornée de trois lancettes en plein-cintre représentant saint Joseph. Elle a été réalisée par Charles Lorin et son beau-frère Louis Piébourg en 1910 et est répertoriée dans l'Inventaire général du patrimoine culturel.
Le grand orgue de tribune est a l'origine réalisé par Charles Mutin, de la manufacture d'orgues Cavaillé-Coll.

## Pour approfondir